# Vehículo de planeo hipersónico

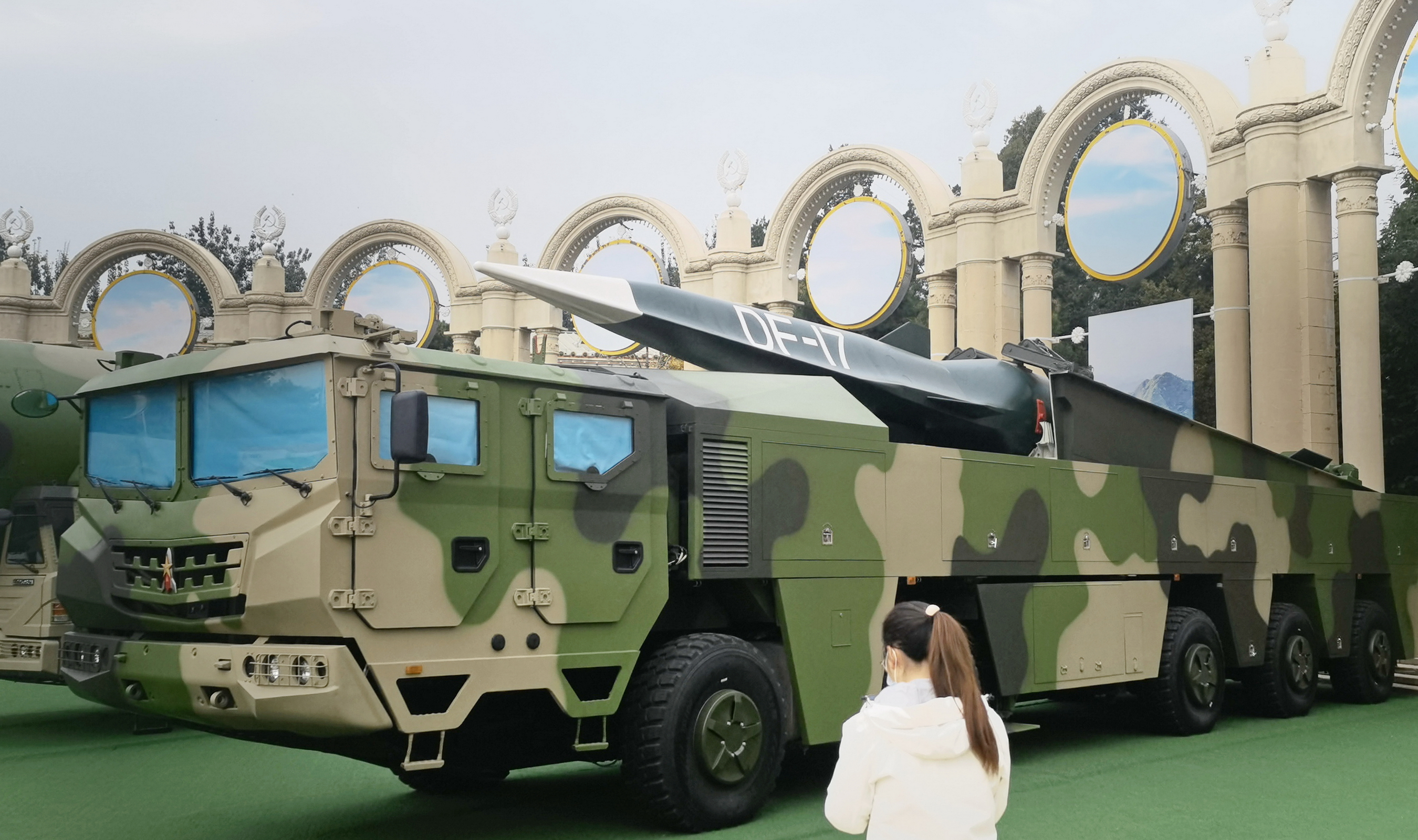
Vehículo de planeo hipersónico chino DF-ZF montado en el misil balístico DF-17.

Un vehículo de planeo hipersónico (HGV) es un tipo de ojiva para misiles balísticos que puede maniobrar y planear a velocidad hipersónica. Se utiliza junto con misiles balísticos para cambiar significativamente sus trayectorias después del lanzamiento. El concepto de los HGV es similar al de los MaRV, pero los HGV se separan de sus propulsores de cohetes poco después del lanzamiento, a diferencia de los MaRV, que sólo pueden maniobrar justo antes del impacto. Los misiles balísticos convencionales siguen una trayectoria balística predecible y son vulnerables a la interceptación por los últimos sistemas de misiles antibalísticos (ABM). La maniobrabilidad en vuelo de los vehículos pesados los hace impredecibles, lo que les permite evadir eficazmente las defensas aéreas. A partir de 2022, los vehículos de planeo hipersónicos serán objeto de una carrera armamentista.